# 海天三路駅

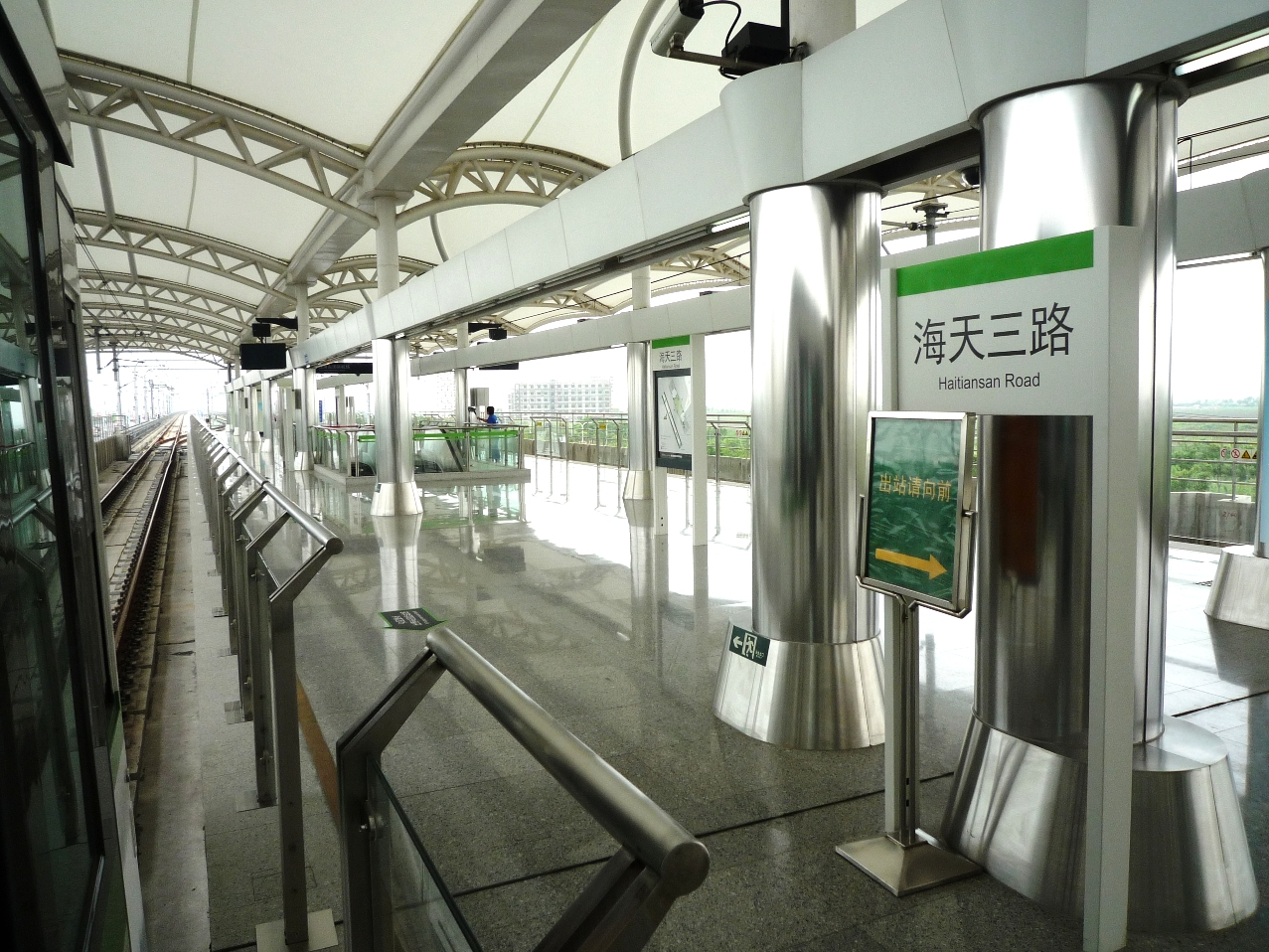
ホーム

海天三路駅（かいてんさんろ-えき）は、中華人民共和国上海市浦東新区に位置する上海地下鉄2号線の駅である。2010年4月8日に開業した。

## 駅構造
島式ホーム1面2線を有する高架駅。
のりば
| 2号線ホーム | ←1番線     | ■2号線 広蘭路・国家会展中心方面 |
| 2号線ホーム | 島式ホーム |                                 |
| 2号線ホーム | 2番線      | ■2号線 浦東1号2号航站楼方面→    |

## 駅周辺
一帯は浦東国際空港の航空貨物施設などが集積している。

## 歴史
- 2010年4月8日 - 開業。

## 隣の駅
上海地下鉄
■2号線
遠東大道駅 - 海天三路駅 - 浦東1号2号航站楼駅